# Kodiokofi
Kodiokofi est une localité de Côte d'Ivoire.

## Éducation
C'est à Elima, au sud du pays, que sera créée la première école officielle le 8 aout 1887 avec pour instituteur Fritz-Emile Jeand'heur venu d'Algérie. Elle comptait alors 33 élèves africains qui seront les premiers lecteurs en langue française. Elle fonctionnera pendant 3 ans avant d'être transférée en 1890 à Assinie par Marcel Treich-Laplène, le nouveau résident de France. Le 1er mars 1904, il y avait 896 élèves en Côte d'Ivoire pour une population estimée un peu supérieure à 2 millions d'habitants.

Kodiokofi accueillera l'une des 18 écoles de village créées en 1903. Elle comportait 21 élèves encadrés par un instituteur.